# Bouildroux
Bouildroux era una comuna francesa que estaba situada en el departamento de Vandea, de la región de Países del Loira, que en 1827 se fusionó con la comuna de Thouarsais formando la nueva comuna de Thouarsais-Bouildroux.

## Demografía
| Gráfica de evolución demográfica de Bouildroux entre 1793 y 1821 |
|                                                                  |

Los datos demográficos contemplados en este gráfico se han cogido de la página francesa EHESS/Cassini.